# Hohenfels (Oberpfalz)
Hohenfels er en købstad (markt) i Landkreis Neumarkt in der Oberpfalz i Oberpfalz i den tyske delstat Bayern.

## Geografi
Hohenfels er den østligste kommune Landkreis Neumarkt in der Oberpfalz og ligger omkring 30 kilometer nordvest for Regensburg. Kommunen hører til Metropolregion Nürnberg.

### Inddeling
Ud over Hohenfels ligger i kommunen disse landsbyer og bebyggelser: Großbissendorf, Markstetten und Raitenbuch, Ammelacker, Ammelhof, Baumühle, Blechmühle, Buchhausen, Effenricht, Effersdorf, Fichten, Friesmühle, Fuchsmühle, Granswang, Gunzenhof, Haarziegelhütte, Harrhof, Hausraitenbuch, Hitzendorf, Holzheim, Kleinbissendorf, Kleinmittersdorf, Kuglhof, Lauf, Loch, Pillmannsricht, Röschenberg, Schönheim, Stallhof, Stetten, Unterwahrberg, Vogelherd, Wendlmannthal og Winklmühle.
På et bjerg midt i byen ligger ruinen af Burg Hohenfels fra det 12. århundrede.
Ved Hohenfels ligger et af de største militære øvelsesområder i Tyskland, der hovedsageligt benyttes af US-Army.